# 안드로이드 TV
안드로이드 TV(Android TV)는 구글이 개발한 스마트 TV 플랫폼이다. 안드로이드 운영 체제를 기반으로 두고 있으며 10비트 사용자 인터페이스를 통해 쌍방향 텔레비전 경험을 제공한다. 구글의 초기 스마트 TV 플랫폼 구글 TV의 뒤를 이어 구글 I/O 2014에서 2014년 6월 25일 처음 발표되었다.
구글은 소니, 샤프, 필립스(TP 비전)와 파트너십을 맺고 TV에 플랫폼을 제공한다. 버전 2의 실드 안드로이드 TV는 차기 업데이트에서 구글 어시스턴트와 함께 CES 2017에서 발표되었다.

## 기능
- 구글 플레이 스토어는 사용자가 직접 영화, TV 프로그램을 설치/구매할 수 있고, 음악을 재생할 수도 있다.
- 구글의 라이브 채널을 이용하면 TV 가이드 기능이 있는 HDHomeRun를 비롯한 미디어 소스에서 스트리밍 할 수 있다.
- 코디 (전 XBMC) : 사용자가 로컬 네트워크에서 로컬 파일을 재생할 수 있을뿐만 아니라 온라인 콘텐츠를 위한 타사플러그인을 제공한다.
- 넷플릭스
- 훌루 플러스
- HBO 나우[2]
- 유튜브
- FandangoNOW[3]
- TED
- HDHomeRun 앱
- VLC
- FX 나우
- Sling TV
- Disney Movies Anywhere
- Crackle
- Epix
- Plex
- HGTV 워치
- 헤이스택 TV[4]
- PBS 키즈 비디오
- CNET
- CBS 뉴스
- 블룸버그 TV+
- 허프포스트 라이브 (안드로이드 TV용)
- TuneIn
- 아이하트라디오
- Songza TV
- CBS 스포츠
- 레드불 TV
- MLB.com
- Vevo
- 쇼타임
- 스포티파이
- SPB TV
- 디즈니 채널
- 디즈니 주니어
- 디즈니 XD
- 트위터 TV
- 플레이스테이션 뷰
- Crunchyroll

## 디지털 미디어 플레이어

### ADT-1
ADT-1 개발자 키트는 상용 안드로이드 TV 장치가 출시되기 전에 구글에 의해 출시되었다.

### 미 박스
샤오미 미 박스(Xiaomi Mi Box)는 2016년 5월 구글 I/O 기간 동안 처음 모습을 드러냈다. 1080p와 4K를 지원한다.